# Haute école régionale de commerce international
La haute école régionale de commerce international (HERCI) est une institution publique d’enseignement supérieur technique professionnel. Elle est le fruit d'un un partenariat entre l'état béninois et  l’organisation mondiale du commerce. Elle est une entité professionnelle de l'université d'Abomey-Calavi.

## Historique et mission
La herci voit le jour par le décret n° 2005-536 du 25 août 2005 portant création de la haute école régionale de commerce international. La herci est une grande école dirigée par un directeur et qui forme ses étudiants dans le domaine du commerce international suivant le programme LMD. Elle est située à Cotonou et délivre des diplômes de types licence et master,,.